# Leszek Gnoiński
Leszek Gnoiński, właśc. Lech Gnoiński (ur. 19 września 1966 w Warszawie) – polski dziennikarz muzyczny. Członek sekcji muzyki rozrywkowej Akademii Fonograficznej ZPAV.

## Życiorys
Urodził się w Warszawie, od 2005 mieszka w Krakowie. Od 1992 zajmuje się dziennikarstwem muzycznym. Między 1992 a 1994 był współpracownikiem redakcji „Tylko Rock” i pracownikiem wydającego go wydawnictwa Respublika Press International. Od 1994 do 2003 pracował w dzienniku „Super Express”. Pomiędzy 1994 a 1999 współprowadził „Super Rock”, największą w dziennikach ogólnopolskich wkładkę o muzyce rockowej i popkulturze, która ukazywała się w każdą środę. W kolejnych latach pisał do działów Rozrywka i Super Tydzień. W lutym 2003 został zastępcą redaktora naczelnego magazynu muzycznego „Muza”. W kolejnych latach pracował jako redaktor naczelny portalu cgm.pl (2003–2004), dziennikarz Discovery Historia TVN (2007–2008). W międzyczasie był współpracownikiem m.in. „Machiny” (1998, 2006–2007), „Premier” (2005−2006), „Dziennika Polskiego” (2005−2006), „Dziennika” (2005–2007), portalu t-mobile-music.pl (do 2013), „Miasto Kobiet” (2012–2020), „Gazety Magnetofonowej” (2016–2019), „Newsweek” (2019), „Polityka” (2021-22). Współpracował z kilkoma rozgłośniami, m.in. Radio 94 (dzisiejsze Antyradio), Ex FM (dzisiejsza Radiofonia), Radio Kraków, w latach 2019 – 2020 współprowadził z Kamilem Wicikiem audycję Tu jest muzyka. W Polskę idziemy w Programie I Polskiego Radia, od listopada 2020 do listopada 2021 roku prowadził audycję Radio aktywny blok w radiu internetowym Radiospacja, a od stycznia 2022 roku Rockolekcje w Antyradiu.
W czasie pracy w „Super Expressie” zaczął pisać książki: Raport o Acid Drinkers, Encyklopedię polskiego rocka czy Kult Kazika, której sprzedało się prawie 30 tys. egzemplarzy. Napisana przez niego książka Republika. Nieustanne tango została uznana przez krytyków muzycznych, czytelników i ZAIKS „najlepszą książką o muzyce 2016”. Był współautorem publikacji The Very Best of Perfect. 1980–2020. W 2020 napisał książkę autobiograficzną Izabeli Trojanowskiej, a w 2023 był współtwórcą autobiografii Michała Figurskiego „Najsłodszy”, a w 2024 napisał książkę „Depeche Mode/Iron Curtain Warsaw 1985” opisującym kulisy pierwszego koncertu Depeche Mode w Polsce, który odbył się 30 lipca 1985 roku.
Po przeprowadzce do Krakowa zaczął współpracę z Discovery Historia TVN serią filmów Historia polskiego rocka i głośnym obrazem pełnometrażowym Beats of Freedom – Zew wolności.  
Redaktor około setki płyt, m.in. wydanych w ramach Złotej kolekcji (John Porter, Lech Janerka, Urszula, Sztywny Pal Azji, Róże Europy, Voo Voo, Chłopcy z Placu Broni, Tomek Lipiński, T.Love, Big Cyc, Lata osiemdziesiąte, Lata dziewięćdziesiąte), serii 30 albumów dodawanych do Dziennika z serii „Gwiazdy polskiej muzyki lat 80.”, „Najmniejszych koncertów świata” (Myslovitz, Pustki, Lech Janerka, Muniek), boksu Acid Drinkers „Anthology 1989–2009”, a także albumów Myslovitz, Lenny Valentino, Perfect, Voo Voo, Big Cyc, Oczi Cziorne, Kury, projektu Nowe Sytuacje czy płyt SACD wydawanych przez MTJ (Siekiera, Lady Pank, Perfect, Bielizna). Współautor scenariusza wystawy stałej jarocińskiego Spichlerza Polskiego Rocka i współtwórcą serii filmów o tym festiwalu.
Wybrany do Rady Akademii Fonograficznej ZPAV (kadencja 2018–2021 i 2021-). Dziennikarz Kulturalny Małopolski roku 2018.

## Książki
- Raport o Acid Drinkers (1996)
- Encyklopedia polskiego rocka (1996 i kolejne wydania: 1997, 2001, 2006; współautor: Jan Skaradziński)
- Kult Kazika (2000)
- Myslovitz. Życie to surfing (2009)
- Marek Piekarczyk. Zwierzenia kontestatora (2014)
- Farben Lehre. Bez pokory (2015, współautor: Kamil Wicik, Wojciech Wojda)
- Republika. Nieustanne tango (2016)
- Trojanowska (2020)
- Michał Figurski. Najsłodszy (2023)
- Depeche Mode/Iron Curtain Warsaw 1985 (2024)

## Filmografia
- 2006: Chasing the Acids – w pogoni za Acid Drinkers jako on sam (dziennikarz muzyczny)
- 2008: Historia polskiego rocka – reżyser, scenarzysta, autor wywiadów, współautor: Wojciech Słota
- 2009: Beats of Freedom – Zew wolności – reżyser, scenarzysta, autor wywiadów, współautor: Wojciech Słota
- 2011: seria filmów dokumentujących pracę zespołu Myslovitz nad płytą Nieważne jak wysoko jesteśmy – reżyser, scenarzysta, współautor: Wojciech Słota
- 2013: seria ośmiu odcinków opowiadająca o historii festiwalu w Jarocinie stworzona dla Spichlerza Polskiego Rocka – reżyser, scenarzysta, autor wywiadów; współautor: Wojciech Słota
- 2016: Jarocin, po co wolność – reżyser, scenarzysta, autor wywiadów; współautor: Marek Gajczak
- 2016: Fugazi.Centrum wszechświata – reżyser, scenarzysta
- 2019: Kult. Film – scenarzysta[2], współpraca reżyserska